# Arsenije III Crnojević

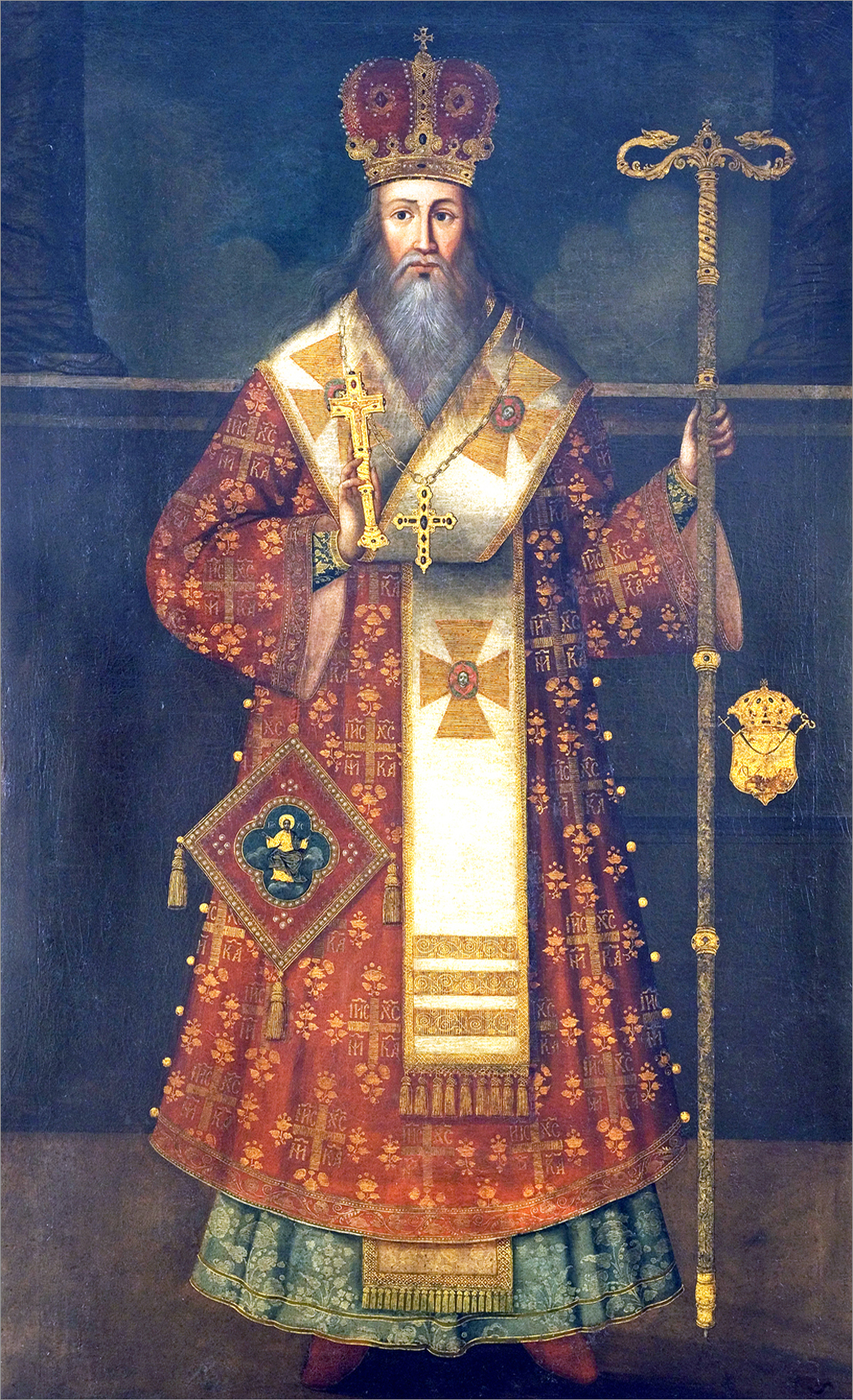
Arsenije III Crnojević.

Arsenije III Crnojević, (serbisk kyrilliska: Арсеније III Чарнојевић; slaviskserbiska: Арсенїй Чарноевичь) född 1633 i Bajice, Cetinje, dagens Montenegro, död 1706 i Wien, Habsburgska monarkin, var en serbisk-ortodox patriark i Peja från 1674 till 1691 samt ärkebiskop i Szentendre från 1691 till sin död 1706.
Arsenije III ledde den första serbiska folkvandringen (1689-90) då upp emot 40 000 serbiska familjer flyttade från södra Serbien och Makedonien till dagens Vojvodina och delar av dagens Kroatien, flyendes Osmanska riket. Arsenije III gjorde sedan Sremski Karlovci till sin residensstad, som blev serbernas kulturella centrum.